# Huân chương Chiến thắng (Liên Xô)
Huân chương Chiến thắng (tiếng Nga: Орден "Победa", Orden "Pobeda"; tiếng Anh: Order of Victory) là phần thưởng quân đội cao nhất cho những sự phục vụ trong Chiến tranh thế giới 2 của Liên bang Xô-viết, và là một trong những huân chương hiếm nhất thế giới. Huân chương này chỉ được trao cho các Nguyên soái và thống chế vì sự chỉ huy chiến trường thành công có liên quan đến một hoặc nhiều Tập đoàn quân và dẫn đến một " "sự chỉ huy thành công trong khuôn khổ của một hoặc một số mặt trận, từ đó tạo nên sự thay đổi  căn bản trong tình hình của Hồng quân." Trong lịch sử, nó đã được trao 20 lần cho 12 chỉ huy Liên Xô và 5 chỉ huy ngoài Liên Xô, với một sự thu hồi lại.Tính cho đến năm 2015, chỉ có một người được nhận huân chương này còn sống., đó là vua Mihai I của România.

## Danh sách người được trao tặng

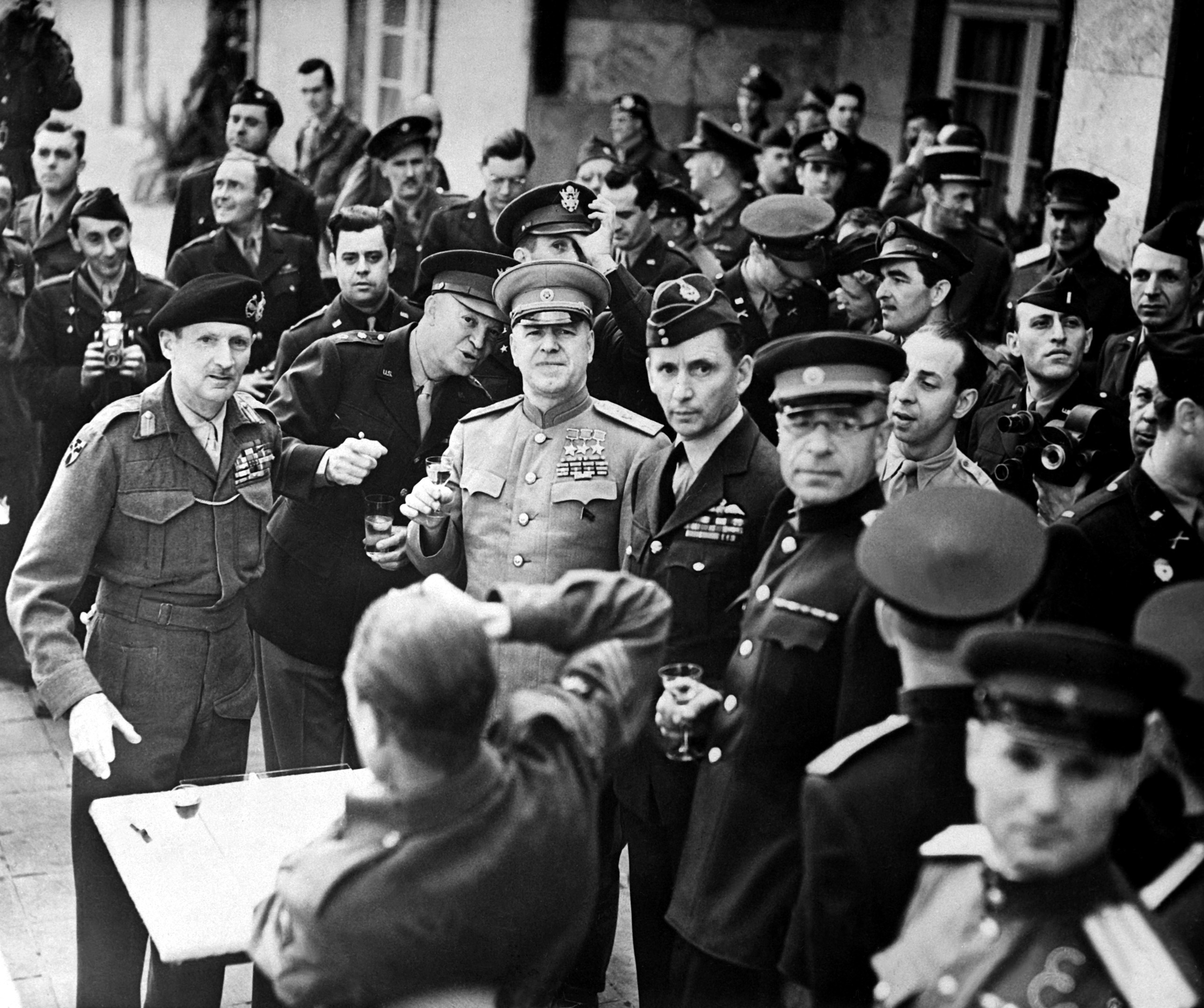
Thống chế chiến trường quân đội Anh Bernard Montgomery (bên trái, đội mũ beret) được trao tặng Huân chương này vào 5/6/1945.Tướng Mỹ Dwight Eisenhower và Nguyên soái Liên Xô Georgy Zhukov,cũng là những người nhận được huân chương này, đứng bến phải của Montgomery are to the right of Montgomery.Tướng không quân Anh Sir Arthur Tedder phải Zhukov cũng được trao tặng.

| #  | Ngày tặng           | Tên                    | Ghi chú    |
| -- | ------------------- | ---------------------- | ---------- |
| 1  | 10 tháng 4 năm 1944 | Georgy Zhukov          |            |
| 2  | 10 tháng 4 năm 1944 | Aleksandr Vasilyevsky  |            |
| 3  | 10 tháng 4 năm 1944 | Joseph Stalin          |            |
| 4  | 30 tháng 3 năm 1945 | Konstantin Rokossovsky |            |
| 5  | 30 tháng 3 năm 1945 | Ivan Konev             |            |
| 6  | 19 tháng 4 năm 1945 | Aleksandr Vasilevsky   | Lần 2      |
| 7  | 26 tháng 4 năm 1945 | Rodion Malinovsky      |            |
| 8  | 26 tháng 4 năm 1945 | Fyodor Tolbukhin       |            |
| 9  | 31 tháng 5 năm 1945 | Leonid Govorov         |            |
| 10 | 31 tháng 5 năm 1945 | Georgy Zhukov          | Lần 2      |
| 11 | 4 tháng 6 năm 1945  | Semyon Timoshenko      |            |
| 12 | 4 tháng 6 năm 1945  | Aleksei Antonov        |            |
| 13 | 5 tháng 6 năm 1945  | Bernard Montgomery     |            |
| 14 | 10 tháng 6 năm 1945 | Dwight D. Eisenhower   |            |
| 15 | 26 tháng 6 năm 1945 | Joseph Stalin          | Lần 2      |
| 16 | 6 tháng 7 năm 1945  | Michael I của Romania  |            |
| 17 | 9 tháng 8 năm 1945  | Michał Rola-Żymierski  |            |
| 18 | 8 tháng 9 năm 1945  | Kirill Meretskov       |            |
| 19 | 9 tháng 9 năm 1945  | Josip Broz Tito        |            |
| 20 | 20 tháng 2 năm 1978 | Leonid Brezhnev        | Bị thu hồi |